# Călărași
Călărași (în trecut, Lichirești și, temporar, Știrbeiu) este municipiul de reședință al județului cu același nume, Muntenia, România. Este cel mai mare oraș al județului și unul din cele mai importante municipii din regiunea de dezvoltare Sud. Situat în sud-estul României, pe partea stângă a cursului brațului Borcea al Dunării, Călărașul este cunoscut pentru industria alimentară, industria de PAL melaminat, industria siderurgică, industria de hârtie și industria de prefabricate. Conform datelor finale ale recensământului populației din anul 2011, municipiul Călărași are o populație de 65.181 de locuitori. În Călărași se află sediul Agenției pentru Dezvoltare Regională Sud Muntenia.

## Etimologie
Numele de Lichirești datează probabil de la începutul primei așezări de locuitori statornici pe aceste meleaguri, în timpul domniei lui Mihai Viteazul. Se bănuiește că denumirea de Lichirești este în strânsă legătură cu ridicarea primului lăcaș de biserică, cu hramul Sfântului Nicolae al Mirei Lichiei. Poporanii care s-au strâns în jurul lăcașului trebuie să fi spus prin prescurtare, biserica Lichiei, în timp ce ei se vor fi numit poporul bisericii Lichiei sau lichireșteni, de unde a venit și denumirea de Lichirești a satului.
Denumirea de Călărași are două cauze posibile: prima ar fi că punctul de trecere din Imperiul Otoman în Țara Românească era păzit de o căpitănie de călăreți, iar alta ar fi preluare prin extensie a denumirii satului Călărașii Vechi, deoarece din acel sat și din oraș erau recrutați pentru armată cei mai buni călăreți.

## Istorie
Lichireștiul este menționat pentru prima dată într-o hartă, la data de 1700, operă cartografică a stolnicului Constantin Cantacuzino, tipărită în Italia, la Padova.
Populația era reprezentată la acea dată de oameni liberi care se ocupau cu agricultura și creșterea animalelor, români și un număr mic de bulgari și turci. O categorie aparte erau călărașii ștafetari, care făceau serviciul de curierat pe traseul București - Constantinopol. Sunt organizați cel mai probabil în vremea domnitorului Constantin Brâncoveanu, primul document păstrat care-i amintește datează de la 25 mai 1722. De la acești călărași ștafetari, care după terminarea serviciului s-au stabilit în așezarea ce se afla în apropierea detașamentului lor, satul Lichirești începe să fie cunoscut sub denumirea de "satul călărașilor" sau Călărași.
Spre sfârșitul secolului XVIII numele de Lichirești este folosit tot mai puțin; pentru numele satului se folosea când numele de Călărași, când de Lichirești, când amândouă. Pe harta din 1700 Lichireștiul este menționat ca un sat mare. Pe harta austriacă de la 1791, localitatea apare consemnată sub numele de "Călărași sau Lichirești".
La 1 mai 1734 Călărași este menționat ca târg, ceea ce e un indiciu că satul luase proporții, că începuse să închege o viață comercială. Diferiți călători care au trecut pe aici au avut întotdeauna impresii plăcute despre acest târg. În această perioadă Călărașiul făcea parte din județul Ialomița, cu reședința la Urziceni.
Spre sfârșitul secolului al XVIII-lea încep să se facă îmbunătățiri cu caracter public: pe lângă vechea biserică ce exista în centrul localității, se ridică un han central și numeroase prăvălioare, care – împreună cu casele unor locuitori mai înstăriți – vor da Călărașiului un aspect de orășel.
Zona actuală a Călărașiului a fost de multe ori teatrul războaielor purtate împotriva pericolului turcesc, pentru apărarea luncii Dunării. S-au purtat multe bătălii aici, încă de la înființarea localității și până la data de 28 mai 1812 când la București s-a semnat pacea ce avea să aducă liniștea locuitorilor. Momentele de groază au trăit călărășenii și în 1821, o dată cu declanșarea revoluției conduse de Tudor Vladimirescu, necazurile lor terminându-se abia la un an după sfârșitul revoluției din 1821. Un alt moment de panică pentru locuitori îl reprezintă noul război ruso-turc din anii 1828-1829. Ca și cum pierderile cauzate de război n-ar fi fost suficiente, în anii 1828-1830 la Călărași a izbucnit o groaznică epidemie de ciumă. În vara anului 1831 izbucnește holera, adusă de turci, din fericire această nouă epidemie ținând doar câteva zile.
După trecerea tuturor necazurilor a început imediat refacerea localității. S-a construit un pod stătător peste gâtul Iezerului, pod ce a facilitat accesul spre Silistra; s-au ridicat două clădiri, dintre care un grajd mare pentru 20 de cai, iar pentru evitarea ciumei și a holerei s-a construit un local imens de carantină, acordându-se astfel o mare atenție măsurilor sanitare. Toate aceste lucruri au determinat schimbarea aspectului general al Călărașiului, care semăna tot mai mult cu un oraș de provincie; doar statutul oficial lipsea.
Nevoile tot mai stringente ale rușilor de a se afla în permanent contact cu autoritățile județene i-au făcut să intervină la București, cerând mutarea capitalei județului Ialomița de la Urziceni la Călărași. La 18 aprilie 1833 se poruncește mutarea capitalei la Călărași, fapt ce a dus la căutarea clădirilor necesare autorităților și a unor case de locuit pentru șefii județului, precum și la mutarea în Călărași a instituțiilor județene de profil (ocârmuirea, tribunalul și poliția).
La 1 noiembrie 1833, cu prilejul intrării în funcțiune a primei comisii a orașului Călărași, se adoptă primul buget în sumă de 8000 de lei, propuși a fi cheltuiți pentru modernizarea uliței centrale a orașului și pentru construirea unei școli (s-au alocat 4500 lei). S-a construit un număr însemnat de case particulare, dar și câteva clădiri publice, și s-a reparat catedrala grav afectată de cutremurul din 1829.
La 26 iunie 1837, președintele Comisiei orașului, împreună cu un membru al comisiei, face un raport amănunțit asupra modificărilor ce sunt de făcut în oraș: să se înlocuiască învelișul de stuf al caselor cu olane în termen de un an, coșurile caselor să se facă din cărămidă, nu din nuiele împletite și cu pământ etc. S-a propus punerea la punct a normelor pentru prevenirea incendiilor; după incendiul devastator de la București din noaptea de 23 martie 1847, la Călărași s-au înființat sacalele pentru apă.
În anul 1852 în Călărași, pe timp de noapte, funcționa un număr de 24 de felinare cu scopul iluminării, ceea ce costa Comisia orașului suma de 1260 de lei. 
În 19 ani, între 1833 și 1852, au fost patru vizite domnești la Călărași.
Deși după 1833 în Călărași vin și persoane cu posibilități materiale, în special negustori, o mică parte dintre aceștia se stabilesc definitiv, cei mai mulți făceau afaceri și părăseau orașul, neîndrăznind să rămână într-un oraș situat pe o moșie particulară, fără nici o perspectivă de viitor. Locuitorii orașului și-au manifestat în dese rânduri dorința de a se elibera de sub stăpânirea moșierului, convinși fiind de avantajele pe care eliberarea le-ar oferi dezvoltării orașului. S-au trimis jalbe Ocârmuirii județului Ialomița în mai multe rânduri, nici una neavând rezultate scontate. Locuitorii nu s-au lăsat și au acționat și în anii următori; astfel, s-au adresat în 1849 domnitorului Barbu Știrbei, care în noiembrie 1849 a răspuns raportului, admițând că orașul va cunoaște o enormă dezvoltare dacă va fi "liber". A poruncit să se trimită un inginer topograf care să ridice cu cea mai mare exactitate planul orașului Călărași, plan care va crea străzi drepte, paralele, întretăiate de altele, formând dreptunghiuri mari, cu 4 piețe și un bulevard. La 28 iulie 1851 Barbu Știrbei vine personal la Călărași unde este întâmpinat cum se cade. Se convinge de mersul lucrărilor și de mizeriile pe care locuitorii le îndurau din cauza situării orașului pe o moșie particulară. Suma care trebuia achitată, de 250.000 de lei, pentru eliberarea orașului a fost cu greu adunată și, în cele din urmă, plătită. În septembrie 1852, călărășenii începeau pregătirile în vederea proclamării oficiale a eliberării orașului, astfel că la 24 septembrie 1852 Călărașiul devine liber. Orașul a primit atunci numele de Știrbeiu, care însă s-a pierdut în deceniile următoare, fiind folosită în acte oficiale doar până la 1881.
La sfârșitul secolului al XIX-lea, Călărași avea statut de comună urbană și era reședința județului Ialomița (statut pe care l-a preluat în 1832 de la orașul Urziceni), avea în compunere pe lângă localitatea principală și satul Măgurenii care era în scădere și devenise mahala a orașului, populația totală fiind de 8125 de locuitori. În oraș existau 4 biserici, două sinagogi, un gimnaziu real cu 91 de elevi și șapte școli primare (trei de băieți, două de fete și două mixte) având în total 971 de elevi (dintre care 375 de fete). Anuarul Socec din 1925 consemnează orașul cu același statut și cu o populație de 13.050 de locuitori. În 1931, orașului îi era arondată și comuna suburbană Mircea-Vodă, formată din satul Mircea-Vodă.
În 1950, în urma reorganizării administrative naționale, Călărași a primit statut de oraș raional, reședință a regiunii Ialomița și a raionului Călărași din cadrul acestei regiuni. În 1952, regiunea s-a desființat și raionul Călărași (cu reședința în continuare la Călărași) a fost transferat la regiunea București. Orașul a primit statut de oraș regional în 1964. Ulterior, comuna Mircea-Vodă a fost desființată și satul Mircea Vodă a trecut la comuna urbană Călărași.
În 1968, la noua reorganizare administrativă, Călărași a primit statut de municipiu, și a revenit la județul Ialomița, reînființat. Deși era singurul municipiu al județului, Călărași nu a mai fost și reședință, aceasta fiind mutată în orașul Slobozia. Tot atunci, satele Mircea-Vodă și Măgureni au fost desființate și înglobate în localitatea Călărași. Orașul a redobândit statut de reședință de județ în 1981, când s-a înființat județul Călărași, din jumătatea sudică a județului Ialomița de până atunci, împreună cu partea sud-estică a județului Ilfov. Municipiul a avut drept comună suburbană pe comuna Modelu între 1968 și 1989 când s-a renunțat la conceptul de comună suburbană.

## Geografie

### Așezare
Reședința județului cu același nume, municipiul Călărași este situat în partea de sud-est a țării și cea de sud a județului, pe terasa inferioară a Dunării (terasa Călărași), la contactul cu lunca Dunării, pe malul stâng al brațului Borcea, la granița cu 
Așezat la intersecția paralelei de 44° 12' latitudine nordică și a meridianului de 27° 21' longitudine estică, orașul se află la o depărtare de 120 km de București, 144 km de Constanța și 25 km de Drajna (unde există intrare pe autostrada București–Constanța). Prin oraș trece șoseaua națională DN3, care îl leagă spre nord-est de București și spre nord-vest de Constanța. La Călărași, din acest drum se ramifică șoseaua națională DN21, care duce spre nord la Slobozia și Brăila; și șoseaua națională DN3B, care duce spre nord-est la Fetești și Giurgeni (județul Ialomița; unde se termină în DN2A).
Municipiul Călărași, port fluvial situat pe malul stâng al Borcei, este așezat în sudul județului Călărași, într-o zonă transfrontalieră cu Bulgaria.

### Climă
În general, arealul pe care se află situat orașul Călărași aparține zonei de climă continentală, mai puțin moderată decât a altor regiuni din România, cu ierni reci și veri călduroase. Temperatura medie anuală este de +11,2 °C (în luna iulie media termică oscilează în jurul valorii de 23 °C, iar în ianuarie se înregistrează o medie de -3 °C). Cea mai scăzută temperatură înregistrată la Călărași datează de la 8 ianuarie 1938 când s-a înregistrat -30 °C, iar cea mai ridicată, de +41,4 °C, la 10 august 1951. Calculele de specialitate arată că municipiul Călărași beneficiază de un potențial caloric ridicat, a cărui valoare ajunge la 125 kcal/cm2.
În ceea ce privește vânturile, zona în care se află localizat orașul este sub influența celor de nord-est (Crivățul), a celor de sud-est (Austrul) și a celor de sud (Băltărețul). Vânturile reci accentuează frigul în lunile de iarnă, iar cele secetoase (Austrul în special) intensifică arșița și uscăciunea din timpul verii. Legat de frecvența și intensitatea vânturilor, stația meteorologică de la Călărași înregistrează un maxim în lunile aprilie (din direcția vest) și noiembrie (din direcția nord). Valorile cele mai ridicate au fost înregistrate în anul 1957 când viteza vântului a depășit 40 m/s.
Caracterul continental al climei este reliefat și de cantitățile anuale de precipitații ce cad pe teritoriul orașului și în împrejurimile sale. Astfel, cantitatea medie anuală de precipitații este de numai 500 mm, ca urmare a influenței ce o exercită curenții ascendenți care iau naștere pe suprafețele lacurilor și a brațului Borcea din cauza temperaturii moderate a acestora pe tot timpul anului. Anual se înregistrează un maxim în lunile mai-iunie și un minim în lunile iulie-august, perioadă în care cerul este predominant senin, ceea ce favorizează arșița și seceta, pentru a cărei combatere se folosesc pe scară largă irigațiile.
Stratul de zăpadă persistă mai puțin datorită încălzirilor ce se produc în timpul iernii; în medie zăpada începe să se topească la începutul lunii martie. Numărul anual de zile cu strat de zăpadă oscilează în jurul cifrei de 30.
În timpul sezonului rece, stratul de zăpadă atinge cea mai mare grosime la sfârșitul lunii ianuarie și începutul lunii februarie. În mod obișnuit, grosimile stratului de zăpadă sunt relativ reduse; totuși în ultimii ani, condițiile atmosferice au determinat producerea unor ninsori abundente și așternerea unui strat deosebit de gros care a depășit 1,5 metri (1954).

### Floră
Fitogeografic, teritoriul Călărașiului și al împrejurimilor sale este situat la contactul a două subzone de vegetație naturală: stepă și baltă. În această situație, vegetația spontană este variată și bogată în exemplare.
Subzona de stepă este reprezentată prin pajiști stepice primare și derivate, care ocupă arii destul de restrânse, îndeosebi de-a lungul căilor ferate și a drumurilor rutiere, precum și pe izlazurile comunale. Dar și pe aceste suprafețe s-au rărit foarte mult speciile care erau altădată caracteristice Bărăganului. Pajiștile naturale se pot identifica prin prezența următoarelor specii: pirul (Agropyrum cristatum), jaleșul (Salvia nemorosa), iarba șarpelui (Echium vulgare), firuța (Poa trivialis). Sunt frecvente și gramineele din genul Brmus și Setaria. Caracterul stepic al acestor pajiști este evidențiat și de prezența speciilor de Andropogon ischaemuum și Eringium campestre, care invadează pășunile de pe izlazurile comunale.
Vegetația forestieră este reprezentată de resturi ale fostelor păduri, care ocupaseră suprafețe importante în împrejmuirile Călărașiului, specii ca stejarul brumăriu (Quercus pedunculiflora), frasinul (Fraxinus excelsior), mojdreanul, mărul și părul pădureț, etc. Prin plantații s-a introdus salcâmul (Robinia pseudacacia) care reprezintă o bază meliferă importantă, motiv pentru care se cultivă din ce în ce mai mult și în gospodăriile populației, precum și în parcurile municipiului.
Subzona de baltă este mai deosebită geobotanic, fiind formată din specii mezofile, higrofile, halofile și de nisipuri. Aceste asociații vegetale își datorează existența condițiilor locale create de prezența apelor curgătoare, lacurilor, bălților și dunelor de nisip de-a lungul văii brațului Borcea. Pădurile sunt formate din specii reprezentative precum salcia (Salix alba), plopul (Populus alba), frasinul (Fraxinus excelsior). Prin aspectul lor pitoresc, atrag la odihnă și agrement oamenii din municipiu și din localitățile învecinate. În zăvoaiele de plopi și salcie (Jirlău, Chiciu și Călărași) vegetează natural și câteva specii de liane și viță sălbatică (Vitis silvestris), precum și cătina roșie (Tamarix galica) dezvoltată îndeosebi pe solurile nisipoase și sărăturoase. Tot aici întâlnim tufișuri de mure și zmeură.
Vegetația de mlaștină și cea acvatică din lacuri și bălți este reprezentată prin stuf (Carex acutiformic, Carex riparia), săgeata apei (Sagitaria sagittifolia), vâscul de apă (Myriophyllum spicatum) și, mai rar, nuferi albi (Nymphaea alba) și galbeni (Nuphar laleum). În luncă mai cresc și alte specii ierboase ca: feriga de baltă, volbura de baltă, piciorul cocoșului, izma de baltă, țelina sălbatică, etc. În apă puțin adâncă de la marginea lacurilor și bălților se întâlnește o specie de algă, numită mătasea broaștei (Spirogyra).
În municipiul Călărași există 26 ha parc, cu o suprafață totală a spațiilor verzi de 137 ha. În anii 2007-2008, s-a înregistrat o creștere a acestor spații verzi, în special în cartierele de locuit de aproximativ 8 ha. În aceste condiții suprafața spațiului verde pe locuitor este de 4,58 m²/locuitor, o medie inferioară mediei naționale de 18 m²/locuitor.

### Faună
Fauna Călărașiului și împrejurimilor sale este variată, clasificându-se în 3 categorii:
Fauna de stepă și pădure
Deși stepele propriu-zise ale zonei au dispărut, fauna caracteristică acesteia s-a refugiat către zonele împădurite constituind astăzi un tot unitar. Speciile reprezentative sînt:
1) rozătoarele, dintre care amintim: popândăul (Citellus citelius), cățelul pământului (Spalax leucodon), iepurele de câmp (Lepus europaeus);
2) carnivorele sunt reprezentate de: vulpea comună (Vulpes vulpes), viezurele (Moles moles) și, foarte rar, lupul (Canis lupus), dihorul de stepă și dihorul comun;
3) păsările indigene și migratoare. Caracteristică Bărăganului este dropia (Otis tarda), foarte rară și declarată monument al naturii, prepelița (Coturnix coturnix), potârnichea (Perdix perdix), care au un areal mai mare de răspândire și un efectiv mai mare, graurii comuni și purpurii (oaspeți de vară). Dintre păsările cântătoare, în stepă trăiesc fluierarii (Tringa totanus), prigoriile (Merops apiaster), dumbrăvencile albastre (Caracias garrulus) și cunoscuta ciocârlie de Bărăgan (Melano sarypha calandra)
4) reptilele, reprezentate de șopârlele de stepă din familia Lacerta și de șerpii aparținînd genului Caluber.
În ultimii ani a început acțiunea de colonizare a fazanului în pădurile din apropierea municipiului, multe exemplare din specia Fasianus colchycus fiind căutate pentru penajul lor cu un colorit aparte.
Fauna acvatică
Studiile de specialitate amintesc existența în zonă a numeroase specii de animale și păsări legate, prin modul lor de viață, de existența apelor, pe ale căror maluri trăiesc vidra de râu (Lutra lutra), nurca (Lutreola lutreola), foarte apreciate pentru blana lor valoroasa. De asemenea în lunci și zăvoaie se mai întîlnesc iepuri, vulpi, dihori și porcul mistreț (Sus scrofa), acesta din urmă avind efective in continuă creștere.
În ostroavele de pe malul Dunării și Borcii, în lacuri și bălți trăiesc numeroase păsări, dintre care cele mai răspândite sunt: rața mare (Anas platyrinha), gâsca sălbatică (Anser fabalis), gârlița (Anser albifrons), stârcul cenușiu (Ardea cinerea), etc.
Speciile de pești care populează apele lacurilor și a bălților, dintre care amintim știuca (Esox lucius), crapul (Cyprinus carpio), șalăul (Stizostedion lucloperca) sunt căutate cu predilecție de pescari, iar în apele Dunării și a brațului Borcea întâlnim somnul (Silurus glanis), sturionii și scrumbia de Dunăre.
Fauna de interes vânătoresc
Fauna de interes cinegetic este reprezentată de căpriori, iepuri, mistreți, fazani, specii de răipitoare (vulpi, dihori, bizami), precum și de numeroase specii de păsări sedentare și de pasaj care trăiesc în lunca Dunării.
Prin măsurile luate de Asociația Județeană a Vânătorilor și Pescarilor Sportivi, efectivele de vânat sînt în continuă creștere, îndeosebi la căpriori și porci mistreți, de la care s-au obținut trofee medaliate cu aur la concursuri interne și internaționale.
1) rozătoarele, dintre care amintim: popândăul (Citellus citelius), cățelul pământului (Spalax leucodon), iepurele de câmp (Lepus europaeus);
2) carnivorele sunt reprezentate de: vulpea comună (Vulpes vulpes), viezurele (Moles moles) și, foarte rar, lupul (Canis lupus), dihorul de stepă și dihorul comun;
3) păsările indigene și migratoare. Caracteristică Bărăganului este dropia (Otis tarda), foarte rară și declarată monument al naturii, prepelița (Coturnix coturnix), potârnichea (Perdix perdix), care au un areal mai mare de răspândire și un efectiv mai mare, graurii comuni și purpurii (oaspeți de vară). Dintre păsările cântătoare, în stepă trăiesc fluierarii (Tringa totanus), prigoriile (Merops apiaster), dumbrăvencile albastre (Caracias garrulus) și cunoscuta ciocârlie de Bărăgan (Melano sarypha calandra)
4) reptilele, reprezentate de șopârlele de stepă din familia Lacerta și de șerpii aparținînd genului Caluber.
În ultimii ani a început acțiunea de colonizare a fazanului în pădurile din apropierea municipiului, multe exemplare din specia Fasianus colchycus fiind căutate pentru penajul lor cu un colorit aparte.

### Hidrografie
Situat în bazinul dunărean, la contactul a două subunități geografice ale Câmpiei Române: Câmpia Bărăganului și Lunca Dunării, teritoriul municipiului Călărași prezintă un potențial hidrologic variat, constituit din ape subterane cu un caracter puternic, ascensional, putând furniza debite considerabile (8,3-11 l/s). Strate acvifere freatice cu debite importante apar în depozitele grosiere din lunca și terasa Călărași. 
Este de reținut faptul că relieful actual din luncă a suferit modificări profunde datorită intervenției antropice: îndiguire în mai multe etape, desecări, realizarea de canale de irigații, a canalului navigabil ce deservește S.C.TENARIS - DONASID S.A., rectificarea zonei Gura Borcei, amenajarea lacului de agrement de la gura de vărsare a Jirlăului, etc.
O altă sursă naturală a municipiului Călărași o reprezintă apele de suprafață. „Fluviul Dunărea” mărginește la sud teritoriul orașului, iar brațul „Borcea”, ce se desprinde pe malul stâng în aval de punctul „Chiciu”, străbate aria urbană de la sud-nord spre sud-vest, după ce formează cotul Borcii.
Brațul Borcea pe care se află amplasat municipiul Călărași are 99 km lungime. Pe malul stâng s-a realizat un canal industrial (13 km lungime) amenajat pentru a permite barjelor încărcate cu materii prime (fier vechi, minereu, cărbune) să ajungă la S.C.TENARIS – DONASID S.A.. S-a realizat și un port mineralier prevăzut cu instalații de încarcăre-descărcare și dane de acostare a navelor fluviale. Canalul este traversat de un pod modern cu patru benzi de circulație ce leagă orașul de punctul de trecere a Dunării de la Chiciu – Ostrov, fiind totodată și un excelent loc de pescuit și antrenament pentru sporturile nautice.
În apropierea orașului se află „Iezerul-Călărași”, arie de protecție specială acvifaunistică, în suprafață de 2.877 ha. Este un lac de luncă situat pe dreapta drumului național București – Călărași, legat de Borcea printr-un prival Jirlău. Rezervația naturală Iezerul-Călărași cuprinde luciul de apă (bazine piscicole, canale navigabile și de desecare), vegetația palustră pe o bandă de 50 m lățime ce înconjoară lacul și bazinele piscicole (stuf, papură, rogoz) precum și o zonă de pajiști umede, culturi agricole și pădure.
Parțial desecat și îndiguit, el a funcționat ca o întinsă depresiune lacustră având 2-3 metri adâncime. Are un volum de apă de cca 400.000 metri cubi, 16 km de diguri, înalte de 2 m, și-a mai diminuat suprafața (200 ha) și funcționează din 1968 ca amenajare piscicolă. Suprafața lacului la nivel normal de retenție este de 656 ha, conținând heleșteie și pepiniere pentru creșterea și înmulțirea peștilor în cadrul S.C. Piscicola Călărași.

### Solul și resurse naturale
Teritoriul municipiului este situat pe o mare unitate structurală cunoscută în literatura de specialitate sub numele de „platforma moesică”. Acesteia îi corespunde din punct de vedere morfologic Câmpia Română.
În alcătuirea platformei Moesice distingem două etaje structurale: soclul și cuvertura sedimentară, analizate prin foraje pe întreaga lor grosime. 
În alcătuirea soclului intră șisturi cristaline, străbătute de masive granitice, și “șisturi verzi“ care apar la zi în masivul Central Dobrogean, iar în jumătatea sudică soclul este format din șisturi cristaline de tip palazu.
Depozitele calcaroase Barreniene din zona Călărași situate la adâncimi de 180 – 5530 m litologic sunt reprezentate prin calcare fisurate și calcare dolomitice. 
Straturile de nisip și pietriș cunoscute sub numele de „Stratele de Frătești” constituie principala rocă acviferă. “Stratele de Frătești” nu sunt exploatate în prezent decât în mică măsură, existând disponibilități relevante în Bazinul Dunării.
În acest context, aspectul cvasiorizontal al reliefului și fragmentarea redusă a oferit condiții favorabile pentru practicarea agriculturii. Terenurile agricole ocupă o suprafață de 64,2% din extravilan din care arabilul 97,8%. Solurile, constituite în cea mai mare parte din diferite tipuri de cernoziomuri și din soluri aluvionale, au o fertilitate ridicată, ceea ce permite practicarea pe scară largă a agriculturii, predominant fiind caracterul cerealier al producției vegetale.

## Demografie
Componența etnică a municipiului Călărași
     Români (78,57%)
     Romi (3,68%)
     Alte etnii (0,66%)
     Necunoscută (17,1%)
Componența confesională a municipiului Călărași
     Ortodocși (80,12%)
     Alte religii (1,74%)
     Necunoscută (18,14%)
Conform recensământului efectuat în 2021, populația municipiului Călărași se ridică la 58.211 locuitori, în scădere față de recensământul anterior din 2011, când fuseseră înregistrați 65.181 de locuitori. Majoritatea locuitorilor sunt români (78,57%), cu o minoritate de romi (3,68%), iar pentru 17,1% nu se cunoaște apartenența etnică. Din punct de vedere confesional, majoritatea locuitorilor sunt ortodocși (80,12%), iar pentru 18,14% nu se cunoaște apartenența confesională.

### Evoluție istorică
- 1833: 860 locuitori
- 1860: 2000 locuitori
- 1880: 3600 locuitori
- 1890: 8200 locuitori
- 1900: 11000 locuitori
- 1914: 13000 locuitori
- 1943: 22000 locuitori
- 1992: 76952 locuitori
- 2002: 70039 locuitori

Municipiul Călărași este una din așezările urbane ale țării care a avut o dinamică relativ ridicată a populației până în anul 1989. În curs de peste 65 de ani, populația lui a crescut de 4 ori. Cu o întrerupere de 10 ani, ritmul mediu anual de creștere a fost de 2-3%. Cea mai intensă creștere s-a realizat în perioada de după 1956, până în anul 1989, ritmul de creștere anual depășind 3,0%. Începând cu anul 1995, numărul populației începe să scadă.
În anul 1989, populația stabilă (care avea reședința în Călărași) era la peste 76.000 locuitori dintre care cca. 3.400 locuiau flotant (4,5%). La jumătatea anului 1990, după ce regimul stabilirilor de domiciliu s-a modificat, în Călărași mai erau doar 1.500 flotanți (2% din populație).
020.00040.00060.00080.000183318901914194819772011populațiePopulația istorică din Călărași
Date: Recensăminte sau birourile de statistică - grafică realizată de Wikipedia

## Administrație

Primăria veche a municipiului Călărași

Municipiul Călărași este administrat de un primar și un consiliu local compus din 21 consilieri. Primarul, Marius Dulce[*], de la Partidul Social Democrat, este în funcție din 2020. Începând cu alegerile locale din 2024, consiliul local are următoarea componență pe partide politice:
|  | Partid                          | Consilieri | Componența Consiliului | Componența Consiliului | Componența Consiliului | Componența Consiliului | Componența Consiliului | Componența Consiliului | Componența Consiliului | Componența Consiliului | Componența Consiliului | Componența Consiliului | Componența Consiliului |
|  | ------------------------------- | ---------- | ---------------------- | ---------------------- | ---------------------- | ---------------------- | ---------------------- | ---------------------- | ---------------------- | ---------------------- | ---------------------- | ---------------------- | ---------------------- |
|  | Partidul Social Democrat        | 11         |                        |                        |                        |                        |                        |                        |                        |                        |                        |                        |                        |
|  | Alianța pentru Unirea Românilor | 4          |                        |                        |                        |                        |                        |                        |                        |                        |                        |                        |                        |
|  | Partidul Național Liberal       | 4          |                        |                        |                        |                        |                        |                        |                        |                        |                        |                        |                        |
|  | Uniunea Salvați România         | 2          |                        |                        |                        |                        |                        |                        |                        |                        |                        |                        |                        |

Primarii municipiului de-a lungul timpului:
- 1. Ion Vasiliu (august 1864 – decembrie 1865);
- 2. Stan Radu (ianuarie – octombrie 1866);
- 3. Petre Stănescu (noiembrie 1866 – august 1867);
- 4. Stan Radu (august 1867 – decembrie 1868);
- 5. Petre Stănescu (decembrie 1868 – ianuarie 1870);
- 6. Nicolae Antonescu (ianuarie – mai 1870);
- 7. Petre Stănescu (mai – decembrie 1870);
- 8. Constantin Poenaru Bordea (decembrie 1870 – februarie 1872);
- 9. Comisie Interimară condusă de Stan Radu (februarie – iunie 1872);
- 10. Neagu Marinescu (iunie 1872 – august 1874);
- 11. Barbu Poenaru (august 1874 – februarie 1876);
- 12. Stan Radu (februarie 1876 – decembrie 1878);
- 13. Dimitrie Iliescu (decembrie 1878 – noiembrie 1879);
- 14. Panait Șerbănescu (noiembrie 1879 – martie 1882);
- 15. Atanase Stoianescu (aprilie 1882 – martie 1885);
- 16. Panait Șerbănescu (martie 1885 – ianuarie 1887);
- 17. Petrache Petrescu (ianuarie - septembrie 1887);
- 18. Comisie Interimară condusă de Mihalache Gheorghescu(septembrie – noiembrie 1887);
- 19. Nicolae Popescu (noiembrie 1887 – aprilie 1888);
- 20. Comisie Interimară condusă de Nicolae Davidescu (aprilie – iunie 1888);
- 21. Nicolae Davidescu (iunie 1888 – iunie 1889);
- 22. Comisie Interimară condusă de Ghiță Demetrescu (iulie – august 1889);
- 23. Petrache Petrescu (august 1889 – decembrie 1890);
- 24. Ghiță Demetrescu (decembrie 1890 – aprilie 1893);
- 25. Comisie Interimară condusă de Dimitrie Iliescu (aprilie – iunie 1893);
- 26. Panait Șerbănescu (iunie 1893 – octombrie 1894);
- 27. Atanase Stoianescu (octombrie 1894 – iulie 1895);
- 28. Comisii Interimare conduse de Angel Nicolae și Ghiță Demetrescu (iulie 1895 – ianuarie 1896);
- 29. Petre C. Enescu (ianuarie 1896 – aprilie 1899);
- 30. Comisie Interimară condusă de Petrache Petrescu (aprilie – iulie 1899);
- 31. Ghiță Demetrescu (iulie 1899 – ianuarie 1901);
- 32. Comisie Interimară condusă de Petre C. Enescu (ianuarie – aprilie 1901);
- 33. Petre C. Petrescu (aprilie 1901 – septembrie 1902);
- 34. Comisie Interimară condusă de Constantin Ciochină (septembrie – noiembrie 1902);
- 35. Constantin Ciochină (noiembrie 1902 – martie 1905);
- 36. Comisie Interimară condusă de Dimitrie Iliescu (martie – mai 1905);
- 37. Constantin I. Nenișor (mai 1905 – mai 1906);
- 38. Dimitrie Iliescu (mai – iulie 1906);
- 39. Comisie Interimară condusă de Gheorghe Demetrescu (iulie – septembrie 1906);
- 40. Atanase Stoianescu (septembrie 1906 – februarie 1907);
- 41. Comisie Interimară condusă de Gheorghe Demetrescu (februarie – septembrie 1907);
- 42. Nicolae Alexiu (septembrie 1907 - iulie 1908);
- 43. Opran Gorgescu (iulie 1908 - februarie 1909);
- 44. Gheorghe C. Gheorghiu (februarie 1909 – ianuarie 1911);
- 45. Comisie Interimară condusă de Gheorghe Demetrescu (ianuarie – martie 1911);
- 46. Gheorghe Demetrescu (martie 1911 – 9 septembrie 1911, când moare pe neașteptate);
- 47. Septembrie – decembrie 1911. Primăria este condusă de cei doi ajutori de primar: Atanasie Popescu și Constantin I. Șeicărescu;
- 48. Eugen Ionescu Munte (decembrie 1911 – februarie 1914);
- 49. Comisie Interimară condusă de Sima Niculescu (februarie - aprilie 1914);
- 50. Atanase Popescu Ulmu (aprilie 1914 – februarie 1915);
- 51. Comisie Interimară condusă de Sima Niculescu (februarie – aprilie 1915);
- 52. Sima Niculescu (aprilie 1915 – ianuarie 1917);
- 53. A. Daniel (ianuarie – iunie 1917);
- 54. Ion M. Pellianu (iunie 1917 – decembrie 1917 semnează ca primar, decembrie 1917 – septembrie 1918 semnează ca președinte de Comisie Interimară);
- 55. Comisie Interimară condusă de Antinogen Iliescu (septembrie – decembrie 1918);
- 56. Comisie Interimară condusă de Atanase Popescu Ulmu (decembrie 1918 – ianuarie 1920);
- 57. Comisie Interimară condusă de Stelian Bogdănescu (ianuarie – martie 1920);
- 58. Comisie Interimară condusă de Vasile Rosețeanu (aprilie – mai 1920);
- 59. Comisie Interimară condusă de Ghorghe Gh. Demetrescu (iunie 1920 – ianuarie 1922);
- 60. Comisie Interimară condusă de Alex Rădulescu (ianuarie – februarie 1922);
- 61. Atanase Popescu Ulmu (februarie 1922 – decembrie 1925);
- 62. Comisie Interimară condusă de Gheorghe Gh. Demetrescu (ianuarie – martie 1926);
- 63. Gheorghe Cristodorescu (martie 1926 – decembrie 1927);
- 64. Ștefan Șerbănescu (ianuarie 1928 – august 1929);
- 65. Comisie Interimară condusă de Tiberiu Chiril (august 1929 – mai 1930);
- 66. Tiberiu Chiril (mai 1930 – iulie 1931);
- 67. Comisie Interimară condusă de Eugen Cialîc (iulie 1931 – iunie 1932);
- 68. Tiberiu Chiril (iunie 1932 – noiembrie 1933);
- 69. Ion Paraschivescu – primar delegat (noiembrie 1933 – martie 1934);
- 70. Comisie Interimară condusă de Aurel Teodorescu (martie 1934 – iulie 1934);
- 71. Aurel Teodorescu ( iulie 1934 – ianuarie 1938);
- 72. Comisie interimară condusă de Lazăr Belcin (ianuarie – februarie 1938);
- 73. Constantin S. Burada – primar delegat (februarie – septembrie 1938);
- 74. Eugen Cialîc (septembrie 1938 – octombrie 1940)[19][20]
- 75. Constantin P. Secelea (noiembrie 1940 – ianuarie 1941);
- 76. Dumitru N. Mateescu (ianuarie – septembrie 1941);
- 77. Eugen Cialîc (septembrie 1941 – noiembrie 1944);
- 78. Atanase Georgescu Ciurea (noiembrie 1944 – mai 1945);
- 79. Ștefan Bâtlan (mai 1945 – ianuarie 1949);
- 80. Silivestru Gheorghe (ianuarie 1949 – mai 1949);
- 81. Vasile Lambride (mai 1949 – decembrie 1950);
- 82. Dumitru Paleacu (decembrie 1950 – iulie 1952);
- 83. Maracinaru Vasile (iulie 1952 – martie 1956);
- 84. Lazăr Ion (martie 1956 – decembrie 1959);
- 85. Calaj Ion (ianuarie 1960 – martie 1963);
- 86. Popa Ion (martie 1963 – octombrie 1964);
- 87. Burcea Răducan (octombrie 1964 – martie 1965);
- 88. Dobrescu Petre (martie 1965 – februarie 1968);
- 89. Sinișteanu Radu (februarie 1968 – noiembrie 1974);
- 90. Vasile Martin (noiembrie 1974 – ianuarie 1981);
- 91. Dragomir Gheorghe (ianuarie 1981 – decembrie 1989);
- 92. Mâțu Dănuț (ianuarie 1990 – septembrie 1991);
- 93. Liviu Vârtejanu (septembrie 1991 – februarie 1992);
- 94. Savu Radu Dumitru (februarie 1992 – iunie 1996);
- 95. Nicolae Dragu (iunie 1996 – iunie 2000);
- 96. Țuțuianu Mirel Daniel (iunie 2000 – iunie 2004);
- 97. Nicolae Dragu (iunie 2004 – iunie 2008);
- 98. Nicolae Dragu (iunie 2008 – iunie 2012);
- 99. Daniel Ștefan Drăgulin (iunie 2012 – septembrie 2020);
- 100. Marius-Grigore Dulce (septembrie 2020 - prezent).

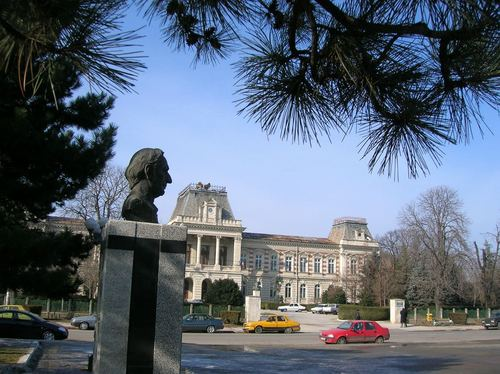
Prefectura județului Călărași

## Economie
În decembrie 2015, ediția din România a revistei Forbes a cotat municipiul Călărași pe locul 21 din 40 cele mai mari orașe ale țării, într-un top al celor mai bune orașe pentru făcut afaceri din țară. În acest top, Călărașiul a fost cel mai bine plasat oraș din Bărăgan, devansând de asemenea alte orașe de talie mai mare, precum: Râmnicu Vâlcea, Buzău sau Brăila.

### Agricultură
Întrucât municipiul Călărași este zonă urbană, ponderea suprafeței agricole în totalul suprafeței agricole a județului este de 1,9%. Cu toate acestea, ponderea suprafeței agricole în totalul suprafeței municipiului este considerabilă, atingând 63%, în condițiile în care ponderea sectorului agricol în totalul cifrei de afaceri la sfârșitul anului 2007 era de 6% iar forța de muncă ocupată în acest sector reprezenta 3% din totalul forței de muncă.

### Instituții bancare
Înainte de anul 2004, în Călărași nu funcționau decât 5 bănci (BCR, BRD, Raiffeisen, Bancpost și CEC). După anul 2004, mai multe instituții bancare de prestigiu au început activitatea în orașul de pe malul brațului Borcea. Municipiul Călărași are un grad ridicat de bancarizare, având o companie bancară la aproximativ 4850 de locuitori și o agenție (sucursală) bancară la aproximativ 3100 de locuitori, cu o medie de 1,5 agenții (sucursale) per bancă.

### Industrie
În Călărași se pot distinge următoarele zone funcționale:
Zona de nord:
Cuprinde cartierele „Gară” și „Cărămidari” cu împrejurimile lor, având ca limită de sud Bulevardul Republicii, iar ca limită de nord terenurile fostului I.A.S. Călărași
Aici sunt amplasate Fabrica de confecții (S.C. Catex S.A.), Fabrica de sticlă Saint-Gobain, Fabrica de zahăr, Fabrica de nutrețuri combinate precum și alte secții de confecții metalice, construcții și prestări servicii. Creșterea păsărilor este reprezentată prin S.C. Avicola S.A., una dintre cele mai mari societăți de profil din România.
Zona de est:
Se întinde de la calea ferată ce leagă Stația C.F.R. Călărași și Portul, până la contactul cu comuna Modelu)
Aici sunt amplasate Combinatul de celuloză și hârtie (S.C. Comceh S.A.), întreprinderea materialelor de construcții (S.C. Prefab S.A.) și fosta întreprindere de industrie locală ILSA.
Zona de nord-vest:
Are un pronunțat caracter industrial, grupează complexul de unități economice de pe fosta Platformă siderurgică (S.C. Marctrust Consid S.A., S.C. Donasid-Tenaris S.A., S.C. Astalrom S.A., S.C. Sidertrans S.A., S.C. Repsid-Martifer S.A.), precum și alte întreprinderi private care s-au construit în ultimii ani.
S.C. COMCEH S.A a fost privatizat în anul 2000, pachetul majoritar de acțiuni fiind cumpărat de firma italiană EUROPA FEPEN MIL. Investițiile realizate, ca și programele de perspectivă sunt un semn bun că societatea s-a reintegrat în industria națională și se va dezvolta în continuare, producția fiind dirijată atât spre piața internă cât și la export.
S.C. PREFAB S.A. a început să producă în anul 1968 ca întreprindere specializată în producția de prefabricate din beton. S-a privatizat în perioada 1996-2000, pachetul majoritar de acțiuni fiind preluat de ROMERICA S.A. La ora actuală este un agent economic important pentru economia locală și zonală acoperind piața din sudul țării prin furnizarea de materiale de construcții, cu punct de lucru în Bulgaria și clienți în străinătate.
S.C. ROMPLY S.A. fabrica a fost înființată în anul 2003, fiind o investiție austriacă în valoare de 18 milioane de euro. Această fabrică produce diverse sortimente de placaj de furnir din plop.
SAINT GOBAIN GLASS ROMANIA produce sticla float într-o foarte modernă unitate de fabricație situată la Călărași, începând din anul 2005.
ALDIS este un brand românesc de succes, în plină expansiune, atât pe piața românească, cât și pe cea europeană, care activează pe piața mezelurilor din anul 1991. ALDIS a construit la Călărași cel mai mare combinat de prelucrare a cărnii din România, cu capital 100% românesc.

## Comerț
Călărașiul dispune de o singură suprastructură comercială, „Călărași Retail Park”. Acesta este un ansamblu de magazine ce se întinde pe o suprafață de 110.000 metri pătrați, situat pe DN21 la kilometrul 3, la intrarea în oraș dinspre Autostrada Soarelui.

Cele mai importante magazine din Călărași sunt
- Brico Depot
- Kaufland - decembrie 2012
- Penny Market 2
- Penny Market 1
- Agneza Supermarket
- Flanco 1
- Altex
- Lem's
- Mobexpert
- Spazio
- Staer
- Romstal
- Lidl
- Pepco Catex
- Deichmann
- Noriel
- Flanco 2
- Dedeman
- JYSK
- Sportisimo
- Animax
- Martes
- New Yorker
- Sinsay Catex
- KFC
- Supeco
- Profi 5 Călărași
- Profi Parcului
- Profi Știrbei Vodă
- Sinsay Irimias
- Pepco Irimias
- Animax Irimias
- Kik

## Presă

### Ziare
În materie de ziare, Călărașiul are două cotidiene locale, „Jurnalul de Călărași”, „Observator de Călărași” și alte câteva săptămânale: „Obiectiv”, „Gazeta de Călărași”, "Arena", „Express de Călărași”, "ABC Civic", „Ediția de Călărași”, „Actualitatea de Călărași”, „IMPACT“.

### Publicații online
- Informația de Călărași. www.informatiadecalarasi.ro cu activitate de 3 ani
- Real in Călărași ( Arhivat în 22 decembrie 2011, la Wayback Machine.)
- dinCălărași.ro ()
- Ediția de Călărași ()
- Adevărul de Călărași ( Arhivat în 14 septembrie 2012, la Wayback Machine.)
- Express de  Călărași
- Călărașipress

### Posturi de radio
De Călărași se leagă și începuturile radioul-ui român, aici fiind instalate în 1909 unul din primele 4 relee de radiotelegrafie de pe teritoriul României(celelalte fiind la: Constanța, Cernavoda și Giurgiu). Acestea aparțineau Marinei Române și au reprezentat infrastructura pe baza căreia mai târziu s-a format Radio România. În Călărași majoritatea posturilor de radio ce se pot capta sunt:
- 89,1 MHz - Radio România Cultural ( Arhivat în 20 iunie 2010, la Wayback Machine.) (Releu la Băneasa)
- 90,3 MHz - Radio Shumen ( bg   Arhivat în 21 august 2008, la Wayback Machine.) (Releu la Silistra, program internațional în limba bulgară)
- 93,9 MHz - Pro FM (Releu la Băneasa)
- 95,5 MHz - Radio Minisat ()
- 98,5 MHz - Kiss FM ()
- 99,5 MHz - Europa FM ()
- 100,0 MHz - Arena FM (afiliata Fresh Fm Slobozia)()
- 100,7 MHz - Radio Darik Silistra
- 101,1 MHz - Radio Voces Campi ()
- 101,8 MHz - Magic FM ()
- 103,3 MHz - Radio Bulgaria "Horizont" () (Releu la Silistra, program internațional în limba bulgară)
- 105,2 MHz - Radio 21 (Releu la Băneasa)
- 105,5 MHz - Radio Stil FM Regional (afiliat Pro FM)
- 105,8 MHz - Radio Melodia Silistra
- 106,6 MHz - Radio România Actualități ( Arhivat în 6 iulie 2007, la Wayback Machine.) (Releu la Băneasa)

### Televiziune
- Antena 3 Călărași
- Televiziunea Online Călărași 1

## Educație

Gimnaziul Carol I din Călărași

Sistemul educațional în municipiul Călărași cuprinde unități de învățământ acoperind toate etapele de școlarizare, începând cu învățământul pre-școlar și finalizând cu cel superior.
Numărul unităților de învățământ predomină la nivel pre-școlar, primar-gimnazial și liceal. Se observă o creștere a numărului de grădinițe – 12 în anul 2006, triplându-se practic comparativ cu anul 2004.
La nivelul învățământului superior, sunt prezente filiale ale Universității populare, ale Universității de Științe Agronomice și Medicină Veterinară, prin Facultatea de management, inginerie economică în agricultură și dezvoltare rurală, Universitatea Spiru-Haret, universitățile Bio Terra și Titu Maiorescu.
Analizând structura elevilor înscriși în unitățile de învățământ, precum și informațiile statistice privind numărul acestora în 2004, 2005, 2006, se remarcă o scădere a numărului de elevi înscriși în învățământul primar și gimnazial cu o medie de 5% pe an, corelată cu o scădere a populației cu grupă de vârstă între 0-14 ani, de 4%. Pe de altă parte, numărul copiilor înscriși la grădiniță urmează un trend ușor crescător. Această situație este similară la nivel național, preconizându-se un deficit al forței de muncă în următorii 10-15 ani.
Deși numărul unităților de învățământ primar și gimnazial a rămas constant în ultimii trei ani iar numărul elevilor înscriși s-a diminuat, se constată totuși o ușoară creștere a personalului didactic la acest nivel. În acest context, cresc premizele îmbunătățirii semnificative a calității actului educațional.
Unitățile de învățământ de arte și meserii sunt considerate insuficiente. Mai mult, numărul personalului didactic din aceste unități s-a diminuat major, de la 129 persoane în 2004 la 9 persoane în 2008, conform datelor statistice de la Direcția Regională de Statistică Călărași.
Un rol important în formarea educativă a elevilor îl au activitățile extrașcolare, astfel un număr mare de elevi Călărășeni studiază limbi straine, engleză, franceză, germană în centre private, cum ar fi Centrul Smart Călărași, obținând premii naționale și internaționale în fiecare an. Pe perioada vacanței elevii își consolidează cunoștințele lingvistice în Marea Britanie. Profesorii englezi sunt impresionați de prestanța elevilor și capacitatea de comunicare într-o limbă străină.
Din cele 30 unități de învățământ preșcolar, primar, gimnazial și liceal existente la nivelul municipiului Călărași, 12 au fost reabilitate din fonduri de la bugetul de stat în anul școlar 2007-2008, din care cinci unități la nivelul învățământului preșcolar, trei la nivelul învățământului primar și gimnazial și patru la nivelul învățământului liceal. 
Există 16 grădinițe, 9 școli generale, 8 licee și 5 universități cu învățământ la distanță.

## Transport
Municipiul Călărași se află pe coridorul al VII-lea de transport pan-european și la doar 26 de kilometri de al IV-lea coridor de transport pan-european, fiind una din puținele localități din România ce beneficiază de două coridoare de transport de importanță europeană. Construirea A2 și reabilitarea căii ferate București-Constanța vor facilita accesul mărfurilor industriale către cel mai important port din România și unul dintre cele mai mari zece porturi din Europa.

### Transport public

Intersecție în municipiul Călărași

În municipiul Călărași sunt în uz 26 de autobuze, menținându-se un număr constant în perioada 2004-2006. Acestora li se alătură companiile de taximetrie și companiile de transport extraurban cu microbuze care leagă municipiul de alte orașe ale țării.
Rețeaua stradală a Municipiului Călărași este dispusă sub formă rectangulară (dreptunghiulară). Axa longitudinală orientată pe direcția vest-est se situează în continuarea drumului DN3 - Calea București. Axa nord-sud se desfășoară pe trasee decalate în zona centrală: DN21 - str. Slobozia, str. Republicii - str. Eroilor - DN3 în direcția Chiciu-Ostrov-Constanța.
Principalele artere funcționale ale rețelei sunt: Strada București cu profil variabil, 4 benzi (categoria II) și respectiv 2 benzi (categoria III); Bd. Republicii are de asemenea 4 și 2 benzi (categoria II și III).
Transportul greu local este dispus pe artere care caută să evite zona centrală, situația cea mai dificilă fiind penetrația DN 3 dinspre București, prin incinta Combinatului Siderurgic și dinspre Chiciu, cu debușare în zona centrală pe str. Eroilor, la fel DN 21 spre Slobozia și DN 3 B spre Fetești. Artera care leagă DN 3 cu DN 21 și DN 3 B are 2 benzi carosabile. Aceasta asigură colectarea, repartiția și deplasarea traficului greu local și de tranzit spre direcția est-vest. Străzile Oborului, Dobrogea, Prutului, Libertății și I.L. Caragiale sunt carosabile de categoria III și asigură accesul spre zonele din sud. Strada Independenței are 2 benzi (categoria III) și deservește toate categoriile de trafic inclusiv traficul greu. Strada Cuza Vodă, orientată pe direcția nord-sud, leagă Calea București cu Bd. Republicii și are 4 benzi carosabile separate de o zonă verde mediană de 1,50 m lățime (categoria II)
Transportul greu local și de tranzit, îndeosebi pe direcția nord-sud, afectează negativ zona centrală a orașului, perturbând circulația și funcția urbană locală.

### Transport feroviar

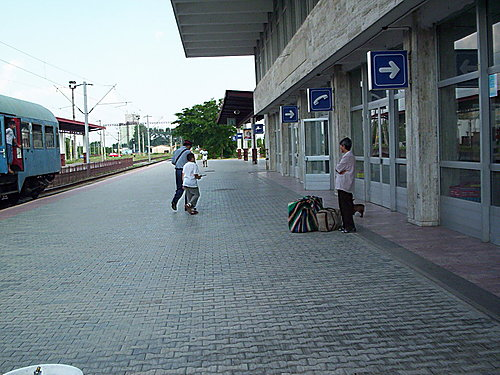
Gara CFR Călărași Sud

Circulația feroviară este relativ bine integrată în structura municipiului, făcând parte din viața acestuia, dar este și un element de segregare puternic, constituind un factor de poluare fonică.
Stația CFR Călărași Sud asigură curse feroviare regulate care fac legătura între oraș și restul județului și al regiunii, precum și legătura cu capitala țării și alte orașe mari: Slobozia, Brăila, Constanța.
În anul 2012,Gara CFR Călărași a intrat într-un amplu proces de modernizare.

### Transport fluvial
Municipiul Călărași dispune de port fluvial dotat cu dane, spații de depozitare și spații de andocare pentru nave dar are o suprafață de platformă limitată.
Navigația pe brațul Borcea se realizează numai în anumite zone, în aval existând o zonă colmatată.
Regenerarea portului din municipiul Călărași și înființarea unei linii de transport fluvial de călători în zona de graniță România (Călărași) - Bulgaria (Silistra) va oferi mari perspective în dezvoltarea circulației fluviale către estul Europei centrale și Peninsula Balcanică.
Municipiul Călărași dispune un canal industrial, traversat de un pod modern care leagă orașul de punctul de trecere a Dunării Chiciu - Ostrov; trecerea în zona Chiciu - Ostrov se face cu bacul și cu feribotul,dar si cu un taxi fluvial.

## Accesibilitate
Municipiul Călărași are o poziție privilegiată în sud-estul României, respectiv este situat la 120 km de infrastructură rutieră și 139 km de infrastructură feroviară față de București și 140 km față de Constanța.
Accesul la aceste localitați este mult îmbunătățit datorită conexiunii facile la Autostrada Soarelui prin drumul național care leagă Călărașiul de Slobozia.
Așezarea geografică, pe malul brațului Borcea, oferă municipiului Călărași acces direct la calea de transport fluvială oferită de Dunăre.
Localizarea municipiului în imediata vecinătate a frontierei cu Bulgaria și existența unei linii de transport cu feribotul oferă Călărașului deschidere internațională.
În interiorul municipiului, rețeaua stradală a dispusă sub forma rectangular-dreptunghiulară, are axa longitudinală orientată pe direcția vest-est, în continuarea drumului DN3 București-Călărași-Constanța. Axa nord-sud se desfășoară pe trasee decalate care afectează zona centrală: DN 21 - str. Slobozia, str. Republicii - str. Eroilor - DN 3 în directia Chiciu-Ostrov-Constanța.
Lungimea totală a străzilor orășenești este de 150 km, din care sunt modernizați 123 km, ceea ce reprezintă 82% din total.
Principalele artere de acces în municipiu sunt: DN 3 din direcția București - Lehliu, DN 3 B din direcția Fetești și DN 21 din direcția Slobozia. Această ultimă arteră traversează căile ferate ale triajului, intersecția acestora fiind la nivelul căii ferate. Transportul greu local este dispus pe artere care caută să evite zona centrală, situația cea mai dificilă fiind penetrația DN 3 dinspre București, prin incinta Combinatului Siderurgic și dinspre Chiciu, cu debușare in zona centrală pe strada Eroilor, la fel DN 21 spre Slobozia și DN 3 B spre Fetești.
Transportul greu, local și de tranzit, îndeosebi pe direcția nord-sud, afectează negativ zona centrală a orașului, perturbând circulația și funcția urbană locală.
Având în vedere creșterea substanțială a traficului de tranzit între România și Bulgaria prin punctul Chiciu, este necesară devierea transportului greu de mărfuri.
Intersecțiile sunt în general neamenajate, iar suprafața ocupată de parcaje este insuficientă, cele existente fiind amplasate în special în zona blocurilor de locuințe și în zona centrală.
Astfel, este necesară realizarea unor spații de parcare și taximetrie în zonele aglomerate și reevaluarea traseelor de transport în comun pentru a permite accesul la utilitățile publice de transport locuitorilor tuturor cartierelor din municipiu.
Starea tehnică a unor drumuri publice din Municipiul Călărași este precară fiind necesară, consolidarea, reasfaltarea și modernizarea acestora.
| Orașe importante | Distanța în km | Distanța în timp(minute) |
| ---------------- | -------------- | ------------------------ |
| Fetești          | 50             | 55                       |
| Slobozia         | 47             | 45                       |
| Oltenița         | 69             | 65                       |
| Silistra         | 15             | 30                       |
| București        | 116            | 90                       |
| Constanța        | 148            | 95                       |
| Brăila           | 137            | 110                      |
| Brașov           | 286            | 230                      |
| Craiova          | 350            | 290                      |
| Iași             | 390            | 340                      |
| Cluj Napoca      | 560            | 470                      |
| Timișoara        | 675            | 540                      |
| Chișinău         | 402            | 350                      |
| Varna            | 156            | 160                      |

## Sănătate
În ultimii ani, numărul de personal mediu angajat în sănătate a crescut atât în sectorul public cât și în cel privat, influențând direct creșterea calității serviciului medical. În același timp, numărul medicilor angajați în sectorul privat a scăzut de la 48 de persoane în 2005 la 13 persoane în 2006.
Cu toate acestea, la nivelul celor două spitale din municipiul Călărași, Spitalul de Pneumoftiziologie și Spitalul Județean de Urgență, există o lipsă acută de personal medical (la nivelul medicilor și asistenților medicali), întrucât la nivelul asistenților medicali se manifestă fenomenul de migrare în țările UE pentru locuri de muncă mai atractive din punct de vedere financiar, ceea ce influențează negativ activitatea medicală din spital.
Din punct de vedere al numărului de pacienți per medic, municipiul Călărași se află într-o situație privilegiată față de media județului, regăsindu-se la un nivel de 517 pacienți per medic, nivel apropiat de media națională de 595 pacienți per medic în 2004. 
Sectorul privat capătă amploare cu prioritate în domeniile de specialitate. Aceasta tendință se regăsește atât la nivel județean cât și la nivel național.
Ca dotare cu aparatură medicală spitalele au primit și primesc în continuare ceea ce au solicitat în ultimii ani din partea Ministerului Sănătății Publice, de la bugetul de stat (prin achiziții la nivel național). 
Cele două unități spitalicești acoperă ca acordare a serviciilor medicale zona aferentă municipiului Călărași.
În domeniul sănătății, se observă o creștere a numărului de personal medical în domeniu stomatologie și farmacie, tendința existentă atât la nivel județean cât și național.

## Potențial turistic

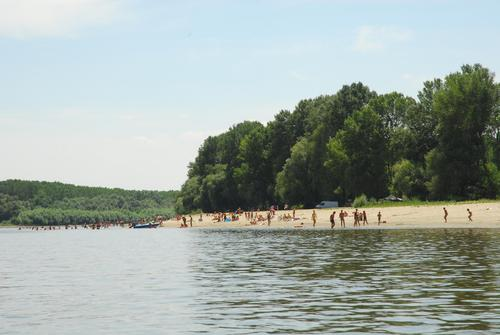
Plaja „Tineret” din Călărași

O importantă resursă naturală a municipiului Călărași o reprezintă apele de suprafață. Fluviul Dunărea mărginește la sud teritoriul orașului, iar brațul Borcea, ce se desprinde pe malul stâng în aval de punctul Chiciu, străbate aria urbană de la sud-nord spre sud-vest, după ce formează cotul Borcei.
Brațul Borcea, pe care se afla amplasat municipiul Călărași, are 99 km lungime. Punctul de trecere al Dunării de la Chiciu – Ostrov este un excelent loc de pescuit și antrenament pentru sporturile nautice. Totodată este un loc oportun pentru plimbări cu ambarcațiuni atât pe Dunăre cât și pe brațul Borcea.
Din punct de vedere al agrementului sportiv, municipiul dispune de un ștrand dotat cu dușuri, un bazin pentru copii și unul pentru adulți,2 piscine, cinci terenuri de fotbal cu gazon artificial și iluminat corespunzător pentru desfășurarea de competiții sportive în nocturnă, un complex sportiv cu terenuri de fotbal, handbal, sală de sport, un teren de tenis, trei săli de fitness, trei cazinouri o sală de ping-pong si doua de bowling.

## Locuri de distracție

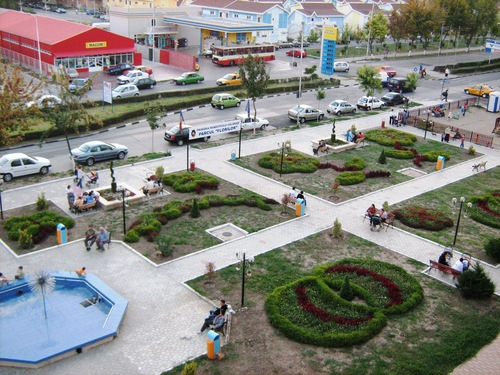
Parcul Florilor din Călărași

Cele trei plaje amenajate oferă atât călărășenilor cât și turiștilor locuri de distracție pe perioada verii; Cea mai mare dintre plaje este pe partea opusă brațului Borcea, cunoscută ca și Plaja Mare. Accesul se face cu barca sau șalupa. Este amplasată vis-a-vis de Parcul Central. Cea de-a doua plajă, Plaja Tineretului este amplasată în vecinătatea pădurii. Ultima plajă face legătura cu terasa Restaurantului Albatros. Călărașiul este înzestrat cu cinci terenuri artificiale de fotbal amenajate. De asemenea mai multe cluburi fac viața de noapte a orașului foarte activă.
Există chiar și un traseu de agrement pe Dunăre cu vaporașul, punctul de plecare îl constituie stația amplasată în Parcul Central iar destinația este pe malul bulgăresc, în Silistra. Călărași-ul dispune de un patinoar în cadrul complexului sportiv "Tineretului" în care se poate patina în orice sezon,un cafe-cinema 3D,iar începând din 2012,de un cinematograf 3D.

## Atractivitate
Călărașiul ocupă locul 43 în Topul primelor 50 de orașe din România, realizat de revista Capital, aflându-se la egalitate cu Tecuciul, ambele orașe având 4,10 puncte. Devansează totuși Vasluiul (locul 49) sau Slobozia (locul 47), dar este depășit de Turda (locul 8), Giurgiu (locul 25) și Petroșani (locul 39).

## Atracții turistice
O serie de turiști, predominant din Italia, vin la pescuit și vânătoare în Călărași pentru că zona înconjurătoare orașului oferă un bogat fond cinegetic și brațele Dunărea Veche și Borcea oferă locuri de pescuit. În perioada următoare este posibil ca fostul canal, acum dezafectat, Dunărea-Siderca să devină loc de agrement, predominant loc de pescuit, printr-o decizie a Consiliului Local.
- Grădina zoologică:

Și-a deschis porțile la 1 iunie 1980 sub conducerea lui Gheorghe Tatavura care s-a înțeles cu conducerea județeană și a adus câteva specii de mamifere, atât sălbatice cât și domestice, precum și colecție de păsări exotice ce-i aparțineau. Grădina Zoologică din Călărași a cunoscut o rapidă creștere devenind una dintre cele mai mari grădini zoologice din Romania, atât ca suprafață cât și ca număr de specii.
În februarie 1985, din cauza unui dig nefinalizat s-a produs o inundație ce a acoperit întreaga grădină zoologică. Un număr foarte mic de animale au putu fi salvate, printre care și un urs carpatin care a avut puterea de a sta o noapte întreagă într-un pom, dimineața urcând în barca care îi fusese special ancorată lângă pom.
În anul 1990 la Grădina Zoologică din Călărași erau găzduite animale unicat în România, lucru care s-a datorat schimburilor de animale între Grădina Zoologică din Călărași și alte astfel de locații din străinătate.
După 1990, ca și economia țării, Grădina Zoologică a cunoscut un regres. Este singura grădină zoologică din România care reproduce jaguarul, tigrul siberian și struțul Emu. În 10 ani s-au obișnuit peste 60 de exemplare de tigrii și jaguari. O parte din acești tigri au ajuns la Circul Globus unde au fost dresați și participă la spectacole. Grădina zoologică din Călărași este o "exportatoare" pentru celelalte grădini zoologice din Romania. O pereche de animale unicat în țară îl formează urșii de Alaska (grizzly), Rom împreună cu perechea sa Anita, ce au peste 1,2 tone greutate și care au făcut parte din colecția lui Nicolae Ceaușescu, după 1990 ajungând la Călărași. Cea mai nouă construcție în cadrul Grădinii Zoologice este Aquaterrarium-ul ce însumează o colecție de pești exotici, șerpi și reptile. În prezent grădina zoologică este administrată de inginerul zootehnist Cristian Tatavura, fiul celui care a pus bazele grădinii zoologice.
- Muzeul Dunării de Jos:

Muzeul a luat naștere în anul 1951 având ca profil arheologia. Dezvoltarea sa a fost posibilă datorită unui grup de intelectuali călărășeni entuziaști în frunte cu Niță Anghelescu (fostul director al muzeului), Vasile Culică, Gheorghe Florea, etc. Aceștia au descoperit numeroase situri arheologice și monumente istorice, lucru care a dus la creșterea patrimoniului și implicit necesitatea schimbării în mai multe rânduri a locației muzeului.
În anul 1968, la reînființarea județului Ialomița, muzeul funcționează ca Secția Arheologie a Muzeului Județean Ialomița din Slobozia.
În anul 1981 Secția Arheologie devine Muzeul Județean Călărași, după 9 ani devenind Muzeul Dunării de Jos.
În anul 2003 se reînființează Secția Arheologie în care activitatea este desfășurată de 4 arheologi, 2 muzeografi, 2 conservatori și un restaurator, alături de personalul auxiliar.
Activitatea de cercetare desfășurată în cadrul muzeului se concretizează printr-o colecție de peste 40.000 de piese. Secției Arheologice li s-au alăturat în multe cazuri specialiști de la Muzeul Național de Istorie a României, Institutul de Arheologie Vasile Pârvan București și de la muzee din Constanța, Galați, Buzău.
În ultimul deceniu, Muzeul Dunării de Jos a deschis o serie de proiecte ce s-au bucurat de o largă apreciere a publicului călărășean: Muzeul și Satul (2000), Muzeul și Școala (2001), Tradiții pascale (2001), Tradiții de Crăciun la Dunărea de Jos (2004-2005), precum și o serie de ateliere experimentale cu tematică arheologică și istorică.
- Statuia Regelui Carol I:
- Plaja Complex Podul 4
- Plaja Mare "Samskara Beach"

Amplasată în mai 2008 în apropierea gimnaziului care îi poartă numele. La dezvelire au participat zeci de personalități printre care Preasfinția Sa episcopul Sloboziei și Călărașilor și Regele Mihai care a fost însărcinat alături de primarul Nicolae Dragu cu dezvelirea statuii. Statuia Regelui Carol I este prima statuie ecvestră a unui membru al casei regale dezvelită după 1989.
- Ostroavele de pe Dunăre, brațul Borcea și plajele acestora
- Parcul Municipal (unde se află unica statuie a lui Burebista)
- Ruinele cetății bizantine Vicina
- Un bogat fond cinegetic (mistreți, căprioare, fazani, rațe, etc)
- Situl arheologic de la Călărași, punct "Grădiștea, - Călărași", situat la 2 km de municipiu.

## Spații verzi
Zonele verzi ale municipiul Călărași sunt constituite din: parcuri agrement și sport, situate în sudul orașului, zona de faleză, grădina zoologică, complexul sportiv „Navrom” și complexul sportiv „Tineretului” în nord. De asemenea, se poate include zona ștrandului de pe malul drept al brațului Borcea. În afara perimetrului intravilan, în sud, există frumoase locuri de agrement reprezentate prin pădurea tipic de luncă și 
ochiurile de apă - brațul Borcea și locurile din sud-vest.

## Unități Hoteliere
- Hotel Hestia ****

Hotelul „Călărași”

- Complex turistic Albatros Podul 4 (Hotel) ***
- Hotel Călărași *** (cel mai mare hotel din Călărași)
- Motel Imperial Lux ***
- Hotel Intim ***
- Hotel "La Ferma"  **
- Hotel Baden ***
- Pensiunea POEM ***

## Cultură

### Manifestări culturale importante
- Festivalul mondial de caricatură „Dictatorii râsului”
- Festivalul internațional de Film – 7 Arte
- Festivalul național de Folk “Chitara Dunării”
- Festivalul internațional de folclor „Hora Mare”
- Festivalul național de literatură „Alexandru Odobescu”
- Festivalul național de muzică ușoară „Flori de mai”
- Festivalul național de poezie tânără „Mihai Eminescu”
- Festivalul național de teatru „Ștefan Bănică”
- Festivalul național de teatru amator "Ernest Maftei"
- Festivalul național de teatru neprofesionist pentru adulți și copii – Thalia în 7 zile
- Premiul național de proză „Ștefan Bănulescu”
- Simpozionul național pe temă religioasă „Toți suntem credincioși”
- Zilele municipiului (sfârșitul lunii septembrie)
- Ziua Marinei Române
- Salonul anual de artă

## Monumente și clădiri

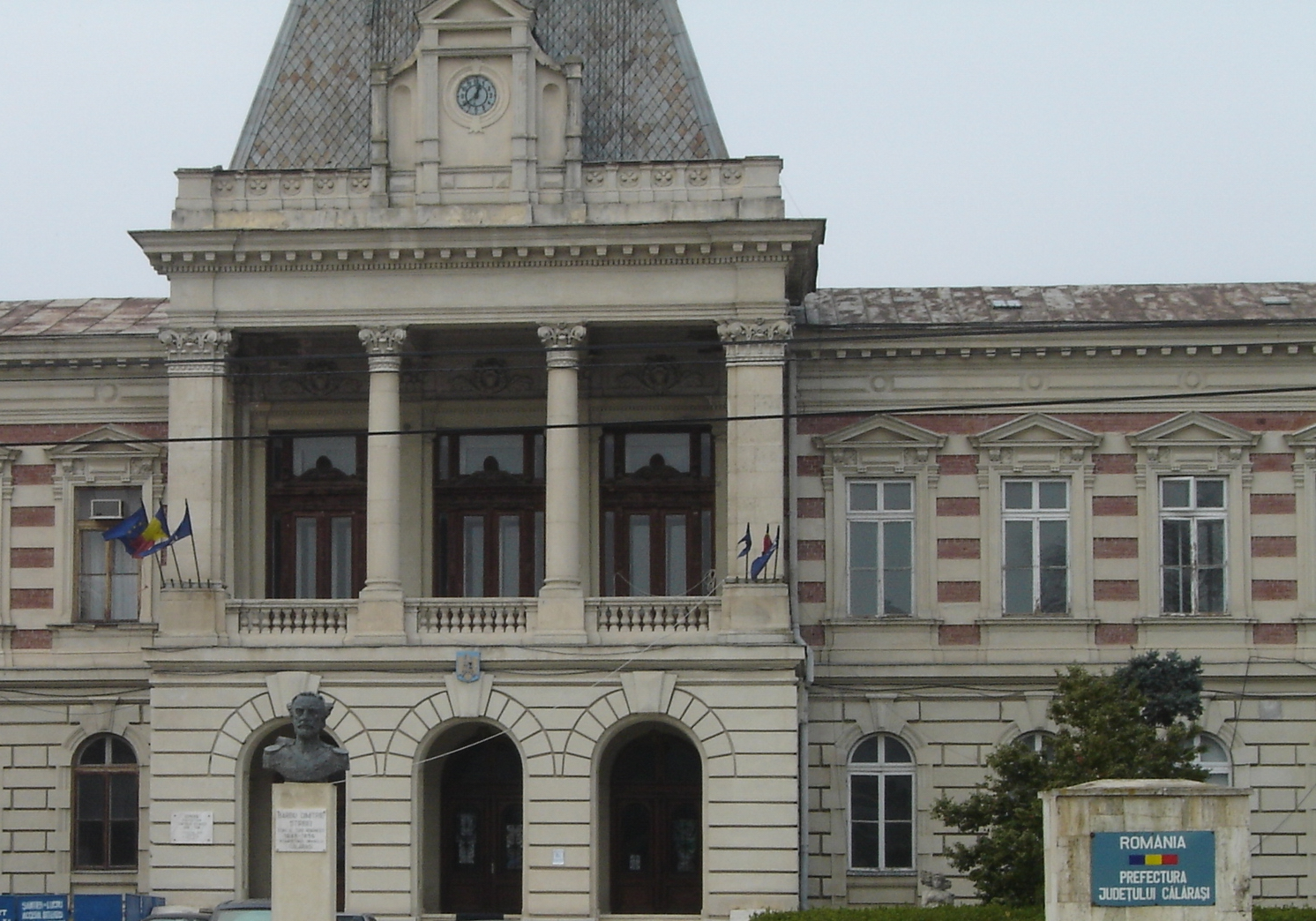
Prefectura județului Călărași

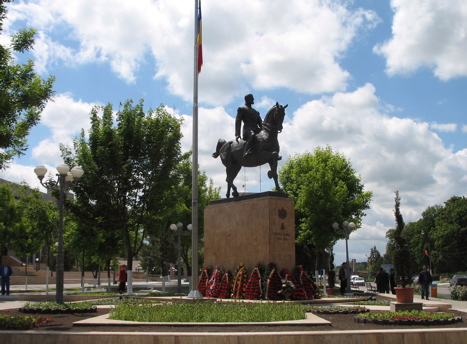
Statuia ecvestră a Regelui Carol I

În urma planului de sistematizare comunist, o mare parte (și cea mai prețioasă) din zestrea edilitară și din monumente a fost pierdută, dar totuși o mică parte a supraviețuit.
- Biserica Alexe, construită în secolul al XIX-lea
- Catedrala „Sfânta Anastasia”
- Catedrala „Sf. Nicolae (construită în anul 1858 fiind cea mai veche clădire a municipiului)
- Cazarma Pompierilor (actuala arhivă județeană)
- Căpitănia Portuară
- Clădirea Gimnaziului Carol I Călărași (primul liceu din Călărași)
- Monumentul „Eroilor Călărășeni din al Doilea Război Mondial”
- Monumentul „La Cruci”
- Monumentul Soldaților (considerat km 0 al municipiului)
- Monumentul Vulturului (de la „5 Călărași”)
- Palatul Prefecturii (construcție ridicată în anul 1897, este un monument al arhitecturii laice)
- Primăria municipiului Călărași
- Statuia ecvestră a regelui Carol I
- Turnul de apă (construit la începutul secolului al XX-lea, este situat în zona ce centru a orașului încadrat de blocuri)

## Personalități
Școala primară a urmat-o la Bacău iar liceul (Sfântul Sava) și facultatea (Medicină) la București. Devine doctor în medicină și chirurgie în anul 1905. Activitatea și-o desfășoară la Sanatoriul Olchovschi, Spitalul Eforiei și Spitalul Brâncovenesc, iar după anul 1912 ajunge la Spitalul din Călărași unde va rămâne până la pensionare (1939). La Spitalul din Călărași ocupă funcțiile de director onorific (1933 - 1937) și apoi de director (1937 - 1939).
Medic apreciat pentru domeniul medical, a fost și istoric al medicinei, al orașului Călărași și județului Ialomița. A publicat lucrări ce s-au bucurat de aprecierea specialiștilor: ‘Medicina și farmacia în trecutul românesc’, „Ciuma în trecutul românesc’, „Istoria orașului Călărași de la origine până la anul 1852’, etc, primind de două ori premiul Oroveanu de la Academia Română. A publicat studii de specialitate în revistele vremii, în ziarele ’Acțiunea’ și ’Pământul ’ a publicat articole despre istoria Călărașiului, Ialomiței și Bărăganului.
În aprilie 1933 a descoperit documentul prin care Călărașii deveneau reședința județului Ialomița. În arhiva lui Nicolae Mavros descoperă documente inedite despre revoluția lui Tudor Vladimirescu, documente pe care le-a publicat pentru prima dată la Călărași.
A fost ales membru activ la Congresul Internațional de Istoria Medicinei (1934 ) și vicepreședinte al Societății Regale Române pentru Istoria Medicinei. A făcut parte din conducerea Ligii Culturale locale a orașului Călărași, a Universității Populare Ialomița, susținând numeroase conferințe sub auspiciile acestora. După pensionare, în 1939, s-a stabilit în București.
- Nicolae Bănescu (16 decembrie 1878, Călărași - 1971)

Clasele primare le-a urmat în Călărași iar cele liceale și universitare la București. A studiat limba greacă și literatura bizantină timp de 2 ani în Germania la Munchen.
Profesor universitar la Universitatea din Cluj (catedra de bizantinologie), unde a ocupat și funcțiile de prodecan, decan și rector. Profesor universitar la Universitatea din București (1939 – 1948). Inspector școlar în județul Argeș, profesor la licee din Pitești, Craiova, București și liceul militar de la Mânăstirea Dealu. Director al Operei și Teatrului Național din Cluj.
În 1920 este primit ca membru corespondent al Academiei Române, unde în 1939 devine membru titular. Succesorul lui Nicolae Iorga la conducerea Secției de studii istorice a Academiei Române, membru de onoare al Societății de studii bizantine din Atena. În 1948 devine cercetător la Institutul de Istorie „Nicolae Iorga”. În anul 1948 i se retrage titlul de academician, repus apoi în drepturi în anul 1990.
- Dragoș Protopopescu (1892 - 1948), scriitor, filozof.

- Ștefan Bănică (11 noiembrie 1933, Călărași - 28 mai 1995, București)

Actorul îndrăgit de milioane de romani s-a născut în Calarași pe 11 noiembrie 1933 si a decedat pe 26 mai 1995 la 61 de ani. Filmografia sa cuprinde peste 20 de filme din care reamintim:" Brigada Diverse intra în acțiune " (1970), " Brigada Diverse în alertă " (1971)," Păcală "(1974), " Nea Marin Miliardar"/1974, " De ce trag clopotele, Mitică?" (1982) si ultimul sau film "Cel mai iubit dintre pământeni" (1993).
Talentul muzical de care dădea dovadă încă de la frageda vârstă a tinereții l-a propulsat în corul de copii al Radiodifuziunii române. S-a înscris la Institutul de Teatru din București în 1951 devenind absolvent în 1955, an în care devine actor la Teatrul din Galați, apoi Ploiești (director era Toma Caragiu), cunoscând consacrarea la Teatrul Giulești din București.
A interpretat roluri memorabile ca: Traian Spirache („Titanic Vals” de Tudor Mușatescu), Mitică Popescu („Mitică Popescu” de Camil Petrescu), Tipătescu, Pristanda, Iordache, Rică Venturiano (I.L. Caragiale), Vagabondul („Omul care a văzut moartea” de Victor Eftimiu) etc; și roluri de mare succes în filmele „Nota zece la purtare”, „Domnișoara Năstăsia”, „Tunelul”, „Cântecele mării” etc.
A interpretat piese ale cunoscuților compozitorilor Henri Malineanu, Temistocle Popa, Radu Șerban și a făcut parte din numeroase spectacole de varietăți și emisiuni de televiziune.
În semn de cinstire, în Călărași i-a fost ridicat un frumos bust, iar pe peretele casei în care s-a născut a fost amplasată o placă comemorativă, ambele dezvelite în prezența fiului său, Ștefan Bănica junior. Anual la Călărași are loc Festivalul teatrelor de amatori „Ștefan Bănică;
- Ștefan Bănulescu (1926 - 1998) și-a petrecut anii de licean în Călărași
- Stere Farmache (n. 1956), președinte al Bursei de Valori București
- Dan Mateescu (1911 - 2008), om de știință, membru titular al Academiei Române
- Ionel Banu (1914 - ?), violonist, concert maestru, dirijor, compozitor
- Constantin Pantazi (26 august 1888 - 23 ianuarie 1958), general, ministru de război, comandant al diviziei blindate române în cel de-al doilea război mondial
- Mircea Ciumara (13 septembrie 1943 - 14 ianuarie 2012), fost ministru al Finanțelor și al Industriei și Comerțului în guvernarea CDR
- Maria Cuțarida-Crătunescu (10 februarie 1857, Călărași - 16 noiembrie 1919, București), prima femeie medic din România
- Constantin Ștefănescu Amza (1875 - 1964), general, președinte al societății de Radiodifuziune (1936-1940)
- Gheorghe Dumitru (1956 - 2012), handbalist
- Maria Obretin (n. 1978), actriță
- Dr. Pompei Samarian (26 martie 1879, Bacău - 11 mai 1942, București)[23]

## Orașe înfrățite
Municipiul Călărași este înfrățit cu următoarele localități:
- Svetlogorsk, Belarus[24]
- Silistra, Bulgaria
- Napoli, Italia
- Călărași, Republica Moldova
- Zaječar, Serbia
- Hengyang, China
- Royal Palm Beach, Florida, SUA
- Rivery, Franța
- Levy, Canada
- Razgrad, Bulgaria
- Dve Mogili, Bulgaria
- Bielsk Podlaski, Polonia
- Roma, Italia

## Sport

### Fotbal

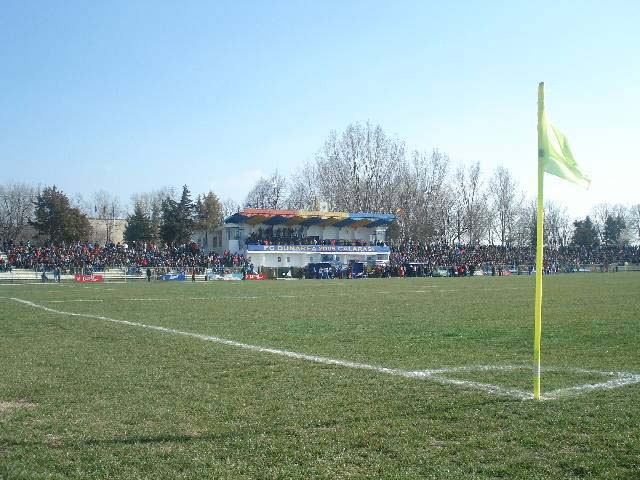
Stadionul „Dunărea” din Călărași

AFC Dunărea 2005 Călărași este echipa de fotbal a municipiului Călărași. În sezonul 1997-1998, în urma unei colaborări cu formația FC Dinamo București, Dunărea a evoluat pentru un sezon în Liga a II-a.
Antrenorul principal este Dan Alexa,iar presedintele clubului, Florentin Brișan. Principalii finanțatori ai echipei sunt primăria și consiliul local, însă printre sponsori se mai numără SC AliTrans COM SRL, SC Aldis SRL, SC 5 Călărași SRL, SC Dancle Distribution SRL, SC Avicola SA. Echipa evoluează pe Stadionul Municipal din Complexul Sportiv al Tineretului, stadion cu o capacitate de 10.000 de locuri.
Cele mai bune performanțe au fost realizate în Cupa României, în perioada 1991-1997 Dunărea ajungând în fazele superioare, meciurile oficiale cu CFM Universitatea Cluj, FC Progresul București sau Sportul Studențesc fiind vii în memoria iubitorilor de fotbal din Călărași.
În ediția 1992 a Cupei, Dunărea și-a delectat suporterii nu numai prin aducerea la Călărași a unor echipe de "Divizia A", dar și cu ajungerea în sferturile Cupei României. În acea ediție Dunărea a eliminat: Avântul Independența 4-0, Navol Oltenița 3-0, Portul Constanța 4-1, Rocar București 1-0, Gloria Bistrița 3-2 (un meci la care antrenorul de atunci al bistrițenilor, Remus Vlad, a "aflat" unde este Călărașiul pe hartă, după ce se declarase necunoscător la tragerea la sorți), Flacăra Moreni 7-3, ASA Târgu-Mureș 2-1. Pentru depășirea sferturilor de finală și accederea în semifinale, Dunărea trebuia să treacă de Politehnica Timișoara. Primul meci a avut loc la Călărași, în fața unui stadion arhiplin, cu peste 12.000 de spectatori din oraș, din județ sau din județele limitrofe. Meciul se transmitea la radio dar și la TVR 1. Și o țară întreagă a văzut că la Călărași se joacă fotbal! Că Dunărea nu este o glumă ajunsă în această fază a Cupei României, punând FRF-ul "pe foc" în eventualitatea unei - posibile - calificări. Pentru că echipa care ajungea în semifinale și apoi în finală avea șansa de a juca în Cupa UEFA. După 0-0 la pauză Dunărea a câștigat cu 1-0, însă datorită unor accidentări suferite de unii dintre cei mai buni jucători ai echipei, în returul de la Timișoara echipa bănățeană s-a calificat, câștigând cu 2-0.

### Futsal
Începând cu anul 2012, AFC Dunărea 2005 Călărași a participat în liga a 2-a de futsal, sub egida FRF, disputându-și jocurile de pe teren propriu în Sala Polivalentă. După numai un an, echipa a promovat în Liga 1, terminând campionatul Ligii a 2-a pe prima poziție.

### Handbal
Călărașiul este reprezentat de o echipa de handbal masculin care activează în Liga Națională (AHC Dunărea Călărași) și își dispută meciurile de pe teren propriu în Sala Polivalentă.

### Baseball
În Călărași activează o echipă de baseball, CS Leaders Călărași, echipă cu numeroase performanțe la activ. CS Leaders Călărași s-a clasat pe locul I la Campionatul Internațional de Baseball din 2011.